# سن-سیپرین-دو-نپی‌یرویل، کبک
سن-سیپرین-دو-ناپیرویل (به فرانسوی: Saint-Cyprien-de-Napierville) شهری در منطقه شهری له ژاردن-دو-ناپیرویل ناحیه مونترژی در استان کبک کانادا است. در سرشماری سال ۲۰۱۱ این شهر ۱٬۴۱۴ نفر جمعیت داشته‌است و مساحت آن ۹۷٫۶۲ کیلومتر مربع است.